# FC MK Etanchéité
Football Club MK Etanchéité w skrócie FC MK Etanchéité – kongijski klub piłkarski grający w drugiej, a niegdyś w pierwszej lidze kongijskiej, mający siedzibę w mieście Kinszasa.

## Sukcesy
- Coupe du Congo[1]:
  - zwycięstwo (2): 2013, 2014.

## Występy w afrykańskich pucharach
| Sezon | Rozgrywki           | Runda   | Kraj    | Klub            | Dom | Wyjazd | Dwumecz      |
| ----- | ------------------- | ------- | ------- | --------------- | --- | ------ | ------------ |
| 2014  | Puchar Konfederacji | wstępna | Sudan   | Al-Ahli Atbara  | 0–0 | 1–1    | 1–1          |
| 2014  | Puchar Konfederacji | 1       | Egipt   | Ismaily SC      | 0–0 | 0–0    | 0–0 (k. 3–4) |
| 2015  | Puchar Konfederacji | wstępna | Kongo   | Étoile du Congo | 1–1 | 2–1    | 3–2          |
| 2015  | Puchar Konfederacji | 1       | Sudan   | Al-Ahly Szandi  | 5–1 | 1–2    | 6–3          |
| 2015  | Puchar Konfederacji | 2       | Nigeria | Warri Wolves    | 0–1 | 1–2    | 1–3          |

## Stadion
Domowe mecze klub rozgrywa na stadionie o nazwie Stade des Martyrs w Kinszasie, który może pomieścić 30 000 widzów.

## Reprezentanci kraju grający w klubie
Stan na lipiec 2023.
| - Pierre Botayi - Junior Kabananga - Dark Kabangu - Nathan Mabruki - Amedé Masasi | - Lino Masombo - Chancel Mbemba - Franck Mfuki - Zacharie Mombo - Fabrice Ngoma |